# Калетская волость
Ка́летская во́лость (латыш. Kalētu pagasts) — одна из территориальных единиц Южно-Курземского края Латвии, в историко-культурной области Курземе. Находится на юго-востоке края. Граничит с Грамздской, Виргской, Дуникской, Бартской волостями своего края и с Клайпедским уездом Литвы. Волостной центр — село Калети.

## История
В 1945 году в Калетской волости были основаны Калетский и Озолский сельсоветы. В 1949 году волостное деление было отменено. В 1954 году к Калетскому сельсовету был присоединён Озолский сельсовет. В 1990 году Калетская волость была восстановлена.
В 2009 году, в результате латвийской административно-территориальной реформы, Калетская волость вошла в состав вновь образованного Приекульского края. В ходе административно-территориальной реформы Латвии 2021 года, Приекульский край был упразднён, Калетская волость вошла в состав укрупнённого Южно-Курземского края.

## География
Калетская волость расположена на Вартайской волнистой равнине Западной Курземской возвышенности. Самое высокое место — 57,5 метров над уровнем моря, находится у Калети.
Большая часть границ волости образована реками. По юго-западной границе волости протекает река Барта. Её ширина составляет около 20 метров. По западной границе течёт приток Барты Вартая, а по северной границе приток Вартаи Бирзтала. Южную границу волости и границу с Литвой образует приток Барты Апше. В восточной части волости протекает приток Апше Руня. В юго-западной части волости имеются большие леса.

## Население
В конце XII века на территории нынешней Калетской волости находилась древняя земля куршев Дувзаре. 
В 1935 году в Калетской волости проживало 1880 человек, из них латышей — 93,8 %, немцев — 1,9 %, поляков — 0,5 %.
В 2000 году в Калетской волости проживало 849 человек, из них 49,1 % мужчин, 50,9 % женщин. По национальному составу: латышей — 65,9 %, литовцев — 32,0 %, русских — 0,9 %. В Калети проживало 329 человек, в Озолы проживал 171 человек.
По состоянию на 1 января 2022 года население волости составляло 571 человек.

## Экономика
В 1915 году была построена железнодорожная линия Приекуле — Клайпеда. В Калети работал винокуренный завод. Во время аграрной реформы 1920 года мызская земля Калетской волости была разделена на небольшие крестьянские хозяйства. В 1935 году в Калетской волости насчитывалось 254 крестьянских хозяйства, работали 4 маслозавода и сыроварня.
В годы советской власти были созданы колхозы «Vienība» (рус. Единство) и «Druva» (рус. Нива), позже объединённые под названием «Druva». Работал масло-сырный завод и 2 механические мастерские.
По состоянию на 2000 год в волости было 59 крестьянских хозяйств и 215 приусадебных хозяйств. Работали предприятия предоставлявшие услуги по обработке земли, сбору молока, лесопилка, АЗС, 3 магазина.

### Транспорт
Калетскую волость пересекает железнодорожная линия Приекуле — Клайпеда (пассажирское движение закрыто), региональная автодорога P114 Приекуле — Плудони и местные автодороги V1211 Калети — Пурмсати — Приекуле, V1217 Озолы — Калети и V1218 Барта — Калети — Грамзда.

## Образование и культура
Калетская школа была основана в 1882 году. После провозглашения независимости Латвии, она была преобразована в 6-классную основную школу, а в годы советской власти в 9-летнюю школу. Первая библиотека в волости была основана в 1909 году. В советское время на территории нынешней Калетской волости было 2 клуба и 2 библиотеки.
По состоянию на 2000 год в волости работали основная школа, детский сад, музыкальная школа (основана в 1996 году), народный дом и библиотека.
По состоянию на 2024 год в волости действуют 9-летняя основная школа, музыкальная школа, дом культуры и библиотека.